# سالیکس (پنسیلوانیا)
سالیکس (به انگلیسی: Salix) یک منطقهٔ مسکونی در ایالات متحده آمریکا است که در شهرستان کمبریا، پنسیلوانیا واقع شده‌است. سالیکس ۲٫۵۱ کیلومتر مربع مساحت و ۱٬۱۴۹ نفر جمعیت دارد و ۶۲۵٫۴۶ متر بالاتر از سطح دریا واقع شده‌است.